# 日本土鈴館
日本土鈴館（にほんどれいかん）は、かつて岐阜県郡上市にあった土鈴や郷土玩具を展示していた私設の博物館。

## 概要
1986年（昭和61年）10月1日開館。
館長である遠山一男が50年以上に渡り収集した日本各地の郷土玩具、土人形、土鈴を展示、保存している。特に土鈴は16,000点以上に及び、その内約3,000点は貴重な昭和初期の物である。日本のみならず、東南アジアの玩具の展示も行なっていた。
2010年（平成22年）8月2日、館長が集めた土鈴の収集数（16,040点）がギネス世界記録に認定された。
しかし、館長の高齢を理由に2021年（令和3年）12月25日をもって閉館している。

## 館内
- ぬくもり通り - こけし、絵馬、からくり人形、首人形などの展示。
- かっぱ連邦共和国 - 全国より集めた800体の河童の置物の展示。
- やすらぎ館 - おひな様、天神様を中心にした土人形、張り子、郷土玩具などの展示。
- アジア民芸館 - アジア各地のお面、玩具など民芸品を展示。
- 子供の国 - 独楽、けん玉などの玩具が展示してあり自由に遊ぶことが出来る。
- 昭和の国 - 昭和30年代の物を展示。

## アクセス
- 長良川鉄道大島駅下車徒歩15分
- 岐阜バス八幡白鳥線、「大島中」バス停下車すぐ。